# Disney Club
Der Disney Club war eine deutsche Fernseh-Unterhaltungssendung für Kinder. Sie wurde von der ARD (federführend vom SDR) produziert, die Erstausstrahlung der Sendung war am 5. Januar 1991. Bis zum 30. Dezember 1995 wurde sie immer am Samstagnachmittag im Ersten ausgestrahlt und am Sonntagmorgen wiederholt.
Ende 1995 wurden die Lizenzrechte für die ARD von Disney nicht verlängert, da die Walt Disney Company in Deutschland nun zu 50 % am damals neuen Sender Super RTL beteiligt war und dort ihre Formate vermarkten konnte. 1997 wechselte die Sendung, teils inhaltlich geändert, zum Sender RTL, der sie bis 2002 am Wochenende im Vormittagsprogramm zeigte.
Das Erste zeigt seither als Ersatz die Kindersendung Tigerenten Club.
Ähnliche Sendungen gab es zum Beispiel in Italien (auf Rai 1 (1991–2000) und Rai 2 (2000–2006)), Frankreich, Spanien und den Vereinigten Staaten (Mickey Mouse Club, Disney Afternoon).

## Serien
Zeichentrick
- Abenteuer mit Timon und Pumbaa
- Arielle, die Meerjungfrau
- Chip und Chap – Die Ritter des Rechts
- Darkwing Duck
- Der nigelnagelneue Doug
- Disneys Große Pause
- Disneys Gummibärenbande
- Dschungelbuch-Kids
- DuckTales – Neues aus Entenhausen
- Hercules
- Käpt’n Balu und seine tollkühne Crew
- Pepper Ann

Realfilm
- Das Geheimnis von Lost Creek
- Twist total
- Die Juwelenjagd
- Ein perfektes Paar
- Geheimmission Bodyguard
- Mein Leben als Babysitter
- Spiel, Satz & Sieg
- Teen Angel
- Teen Angel’s Rückkehr